# Cahaba
Cahaba, también escrito Cahawba, fue la primera capital del estado permanente de Alabama desde 1820 hasta 1825, y la sede del condado de Dallas hasta 1866. Ubicado en la confluencia de los ríos Alabama y Cahaba, sufrió inundaciones estacionales regulares.
La legislatura estatal trasladó la capital a Tuscaloosa en 1826. Después de que la ciudad sufriera otra gran inundación en 1865, la legislatura estatal trasladó la sede del condado al noreste de Selma, que estaba mejor situada.
El antiguo asentamiento desapareció después de perder la sede del condado, aunque había sido bastante rico durante los años anteriores a la guerra. Ahora es un despoblado y se conserva como un sitio histórico estatal, el Parque Arqueológico Viejo Cahawba. El estado y los grupos de ciudadanos asociados están trabajando para desarrollarlo como un parque interpretativo completo. La Iglesia Episcopal de San Lucas fue devuelta a Old Cahawba, y se está llevando a cabo una campaña de recaudación de fondos para su restauración.

## Demografía
Cahawba fue incluido en los censos estadounidenses de 1860-1880. Aunque permaneció incorporado hasta 1989, no apareció en las listas del censo de los Estados Unidos después de 1880.

## Historia

### Como capital
Cahaba tuvo sus inicios como una ciudad sin desarrollar en la confluencia de los ríos Alabama y Cahaba. En la antigua capital territorial de St. Stephens, se formó una comisión el 13 de febrero de 1818 para seleccionar el sitio para la capital del estado de Alabama. Cahaba fue el sitio elegido y fue aprobado el 21 de noviembre de 1818. Debido a que el futuro emplazamiento de la capital no se ha desarrollado, la convención constitucional de Alabama tomó alojamientos temporales en Huntsville hasta que se pudiera construir una casa estatal.
El gobernador William Wyatt Bibb informó en octubre de 1819 que la ciudad se había trazado y que los lotes se subastarían a los mejores postores. La ciudad se planeó en un sistema de cuadrícula, con calles que corren de norte a sur con nombres de árboles y las que corren de este y oeste con nombres de hombres famosos. El nuevo capitolio era una estructura de ladrillo de dos pisos, que medía 43 pies (13 m) ancho por 58 pies (18 m) largo, ubicado cerca de las calles Vine y Capitol. En 1820, Cahaba se había convertido en una capital estatal en funcionamiento.
Debido a su ubicación en tierras bajas en la confluencia de dos grandes ríos, Cahaba estuvo sujeto a inundaciones estacionales. También tenía la reputación de tener una atmósfera poco saludable, cuando la gente pensaba que el miasma en el aire causaba enfermedades como la malaria, la fiebre amarilla y el cólera. Los numerosos mosquitos transmitían enfermedades.
Las personas que se oponían a la ubicación de la capital en Cahaba utilizaron esto como un argumento para trasladar la capital a Tuscaloosa, que fue aprobada por la legislatura en enero de 1826. Eso no fue un éxito a largo plazo, y se trasladó de nuevo en 1846 a la céntrica Montgomery.
Después de la reubicación de la capital, Cahaba se vio afectada negativamente por la pérdida del gobierno estatal y negocios asociados.

### Antes de la guerra
La ciudad sirvió como la sede del condado de Dallas durante varias décadas más. Con base en los ingresos del comercio del algodón, la ciudad se recuperó de la pérdida de la capital y se restableció como un centro social y comercial.
Centrado en la fértil región "Black Belt", Cahaba se convirtió en un importante punto de distribución de algodón enviado por el río Alabama hasta el puerto de Mobile en el Golfo de México. Plantadores y comerciantes exitosos construyeron mansiones de dos pisos en la ciudad que expresaban su riqueza. La Iglesia Episcopal de San Lucas fue construida en 1854, diseñada por el arquitecto de renombre nacional Richard Upjohn.
Cuando Cahaba se conectó a una línea de ferrocarril en 1859, se estimuló un auge de la construcción. En 1860, en vísperas de la Guerra de Secesión, la ciudad tenía 2.000 residentes, según el censo de Estados Unidos. Alrededor del 64% eran afroamericanos esclavizados, lo que refleja la población del condado de Dallas, que era 75% negra. La mayoría eran trabajadores de campo en plantaciones de algodón. Pero en la ciudad, la gente de color libre dominaba el negocio avícola.

### Guerra civil
Durante la Guerra Civil, el gobierno confederado se apoderó del ferrocarril de Cahaba y se apropió de los rieles de hierro para extender un ferrocarril cercano de mayor importancia militar. Construyó una empalizada alrededor de un gran almacén de algodón en la orilla del río a lo largo de Arch Street para usarlo como prisión, conocida como Castillo Morgan. Se utilizó para los prisioneros de guerra de la Unión desde 1863 hasta 1865.
En febrero de 1865, una gran inundación devastó la ciudad, lo que provocó muchas dificultades adicionales para los aproximadamente 3000 soldados unionistas detenidos en la prisión y para los residentes de la ciudad. El general confederado Nathan Bedford Forrest y el general de la Unión James H. Wilson se reunieron en Cahaba en la mansión Crocheron para discutir un intercambio de prisioneros capturados durante la Batalla de Selma.

### Después de la guerra
En 1866, la legislatura estatal trasladó la sede del condado a la cercana Selma. Pronto siguieron negocios y población relacionados. En diez años, muchas de las casas e iglesias de Cahaba fueron desmanteladas y trasladadas. La Iglesia Episcopal de St. Luke, por ejemplo, se trasladó en 1878 a Martin's Station.
Jeremiah Haralson representó a Cahawba y al condado de Dallas cuando fue elegido para la Cámara de Representantes, el Senado del Estado y el Congreso de los Estados Unidos. Fue el único afroamericano en Alabama elegido para los tres cuerpos legislativos durante la Reconstrucción.
Junto con la minoría de blancos, la mayoría de los libertos abandonaron rápidamente la ciudad en declive. En 1870, la población total era de 431 y el número de negros era de 302. Durante la era de la Reconstrucción, los libertos que se organizaban en el Partido Republicano y trataban de mantener sus "logros políticos moderados" se reunían regularmente en el palacio de justicia del condado vacante. Los libertos y sus familias convirtieron gradualmente las manzanas vacías en campos y huertos. Pero pronto se mudaron.
Antes de principios del siglo XX, un liberto compró la mayor parte del sitio del casco antiguo por $500. Hizo demoler los edificios abandonados por sus materiales de construcción y envió el material en barco de vapor a Mobile y Selma para su uso en comunidades en crecimiento. En 1903, la mayoría de los edificios de Cahawba habían desaparecido; solo un puñado de estructuras sobrevivieron después de 1930.

### Actualmente
Aunque el área ya no está habitada, la Comisión Histórica de Alabama mantiene el sitio como Parque Arqueológico Old Cahawba. Fue agregado al Registro Nacional de Lugares Históricos en 1973. Los visitantes de este parque pueden ver muchas de las calles abandonadas, cementerios y ruinas de esta antigua capital del estado y sede del condado. El Comité Asesor de Cahawba es un grupo sin fines de lucro con sede en Selma que sirve para apoyar el parque; también mantiene un sitio web relacionado con el parque y su historia. Está llevando a cabo una recaudación de fondos para apoyar la restauración de la Iglesia Episcopal de St. Luke, que se trasladó a Old Cahawba a principios del siglo XXI.

## Folklore
La ciudad, y más tarde su sitio abandonado, fue escenario de muchas historias de fantasmas durante los siglos XIX y XX. Uno muy conocido habla de un orbe fantasmal en un laberinto de jardín ahora desaparecido en la casa de C. C. Pegues. La casa estaba ubicada en un lote que ocupaba una cuadra entre las calles Pino y Castaño. El supuesto embrujo se registró en "Spectre in the Maze at Cahaba" del libro 13 Alabama Ghosts and Jeffrey.

## Gente notable
- George Henry Craig, representante de los Estados Unidos.
- Anderson Crenshaw, juez de Alabama que sirvió en el circuito y en la corte estatal cuando esta era la capital del estado.
- Jeremiah Haralson, nacido en el condado de Dallas, fue el único afroamericano en el estado elegido para la Cámara de Representantes, el Senado del Estado y el Congreso durante la era de la Reconstrucción. Fue privado de la reelección en 1876 por fraude por parte del alguacil general del condado de Dallas, Charles M. Shelley.
- Edward Martineau Perine, comerciante y plantador; propietario de Perine Store y Perine Mansion en Vine Street.

## Galería

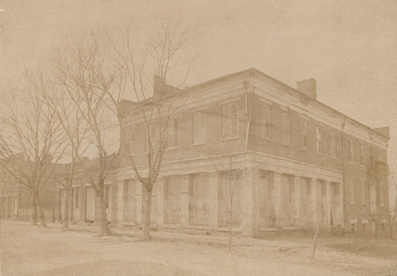
La tienda de Perine; foto probablemente tomada en el último cuarto del siglo XIX.
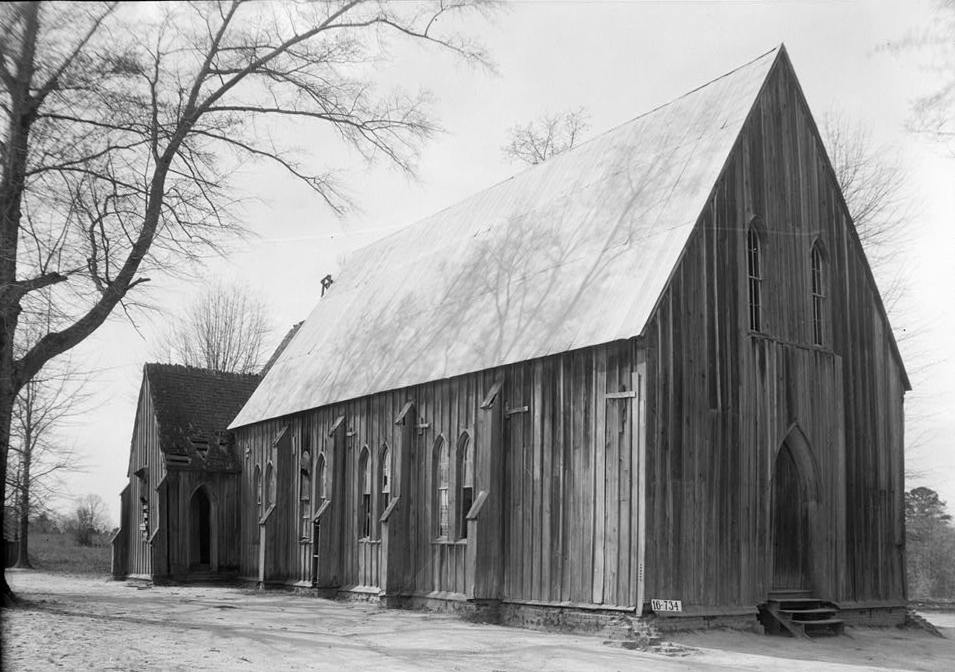
Iglesia Episcopal de San Lucas en Martin's Station (aproximadamente a 15 millas (24,1 km) de Cahaba) en 1934.
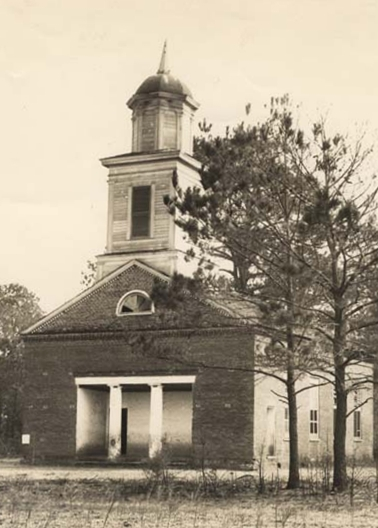
La Iglesia Metodista en la década de 1930, luego destruida por un incendio.
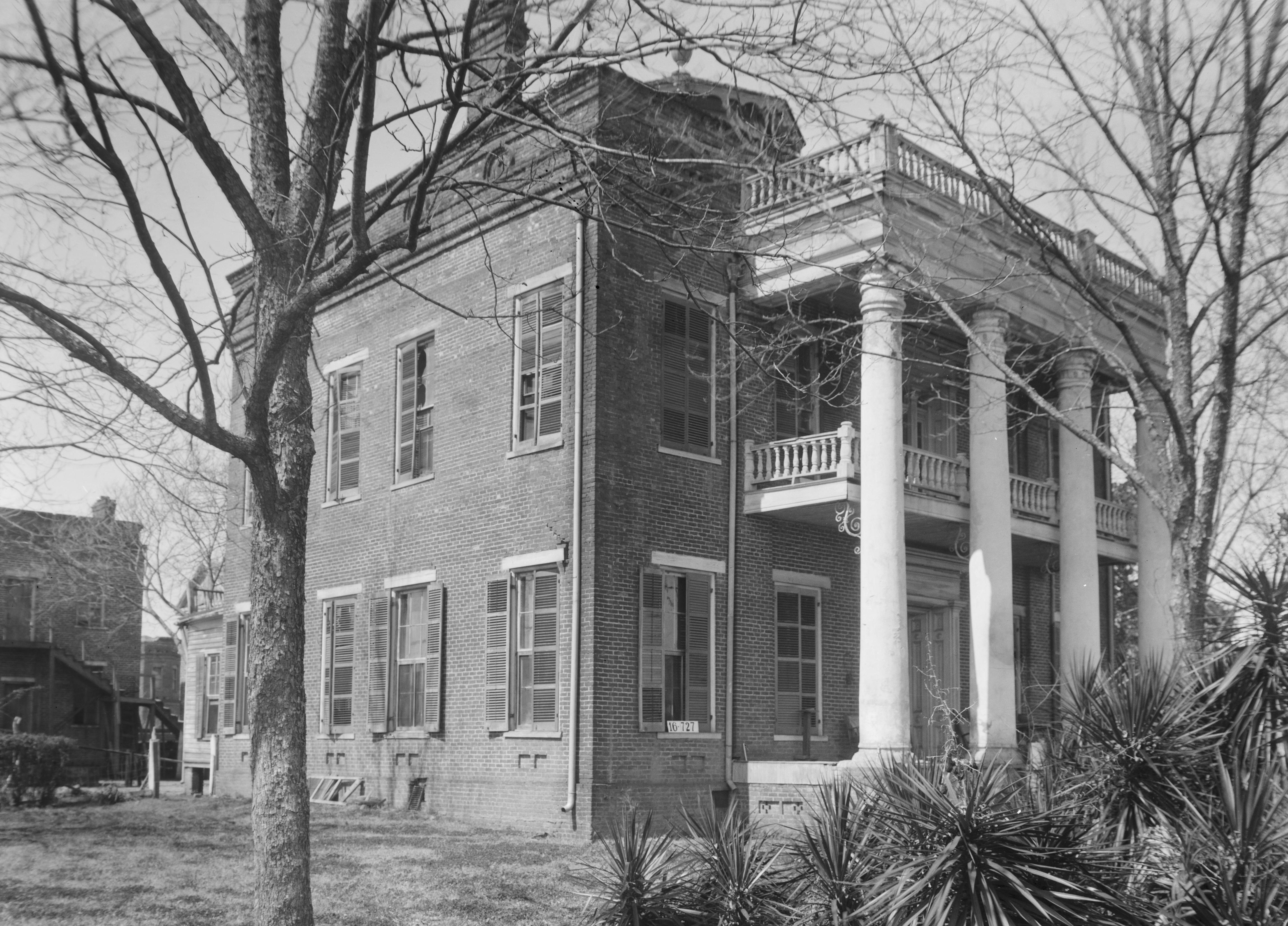
La mansión Kirkpatrick en Oak Street, quemada en 1935. Los barrios de ladrillo de dos pisos para esclavos en la parte trasera permanecen intactos.
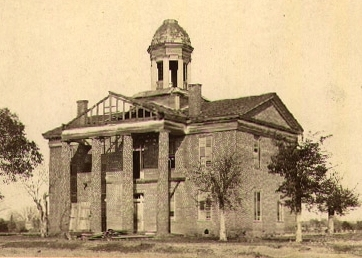
La Academia Femenina en 1903.
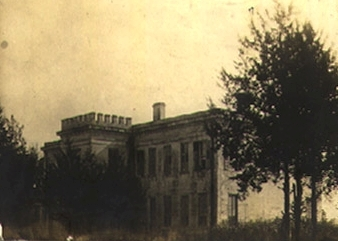
La mansión Perine de veintiséis habitaciones, construida en la década de 1850, más tarde demolida.
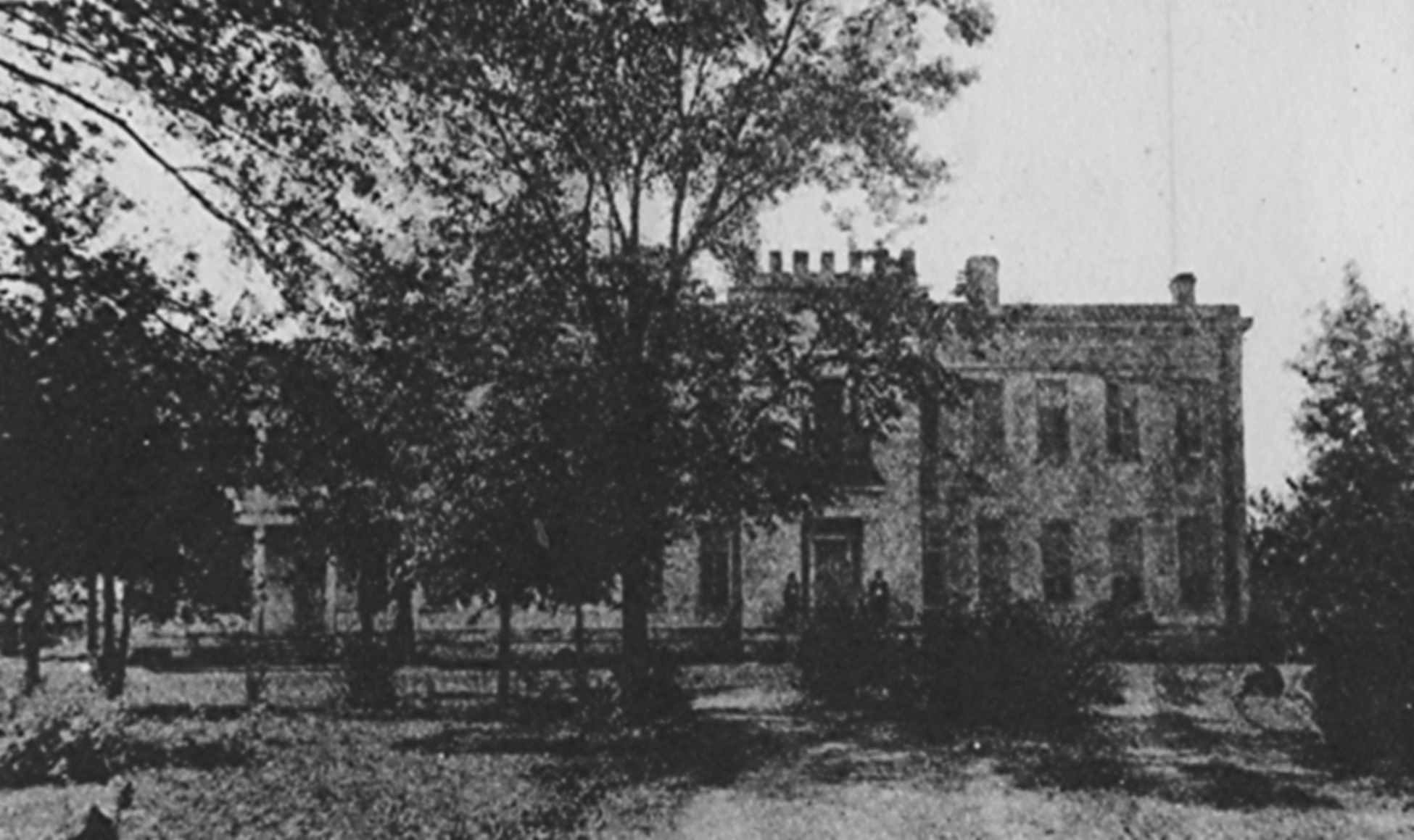
Otra vista de la Mansión Perine.
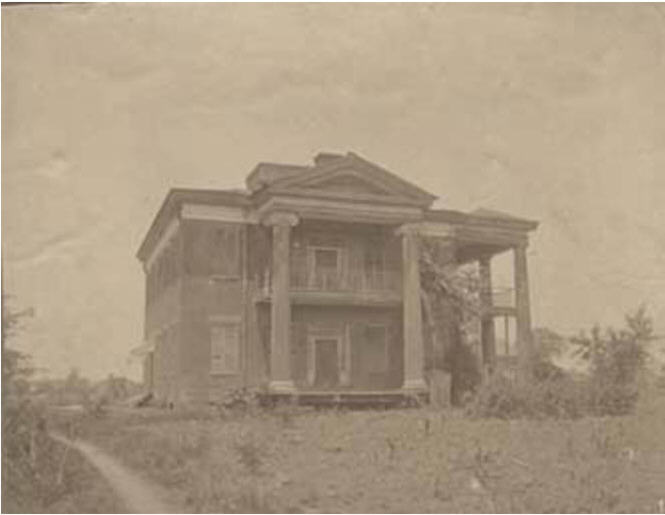
Mansión Crocheron, construida en 1843, destruida por un incendio a principios del siglo XX.
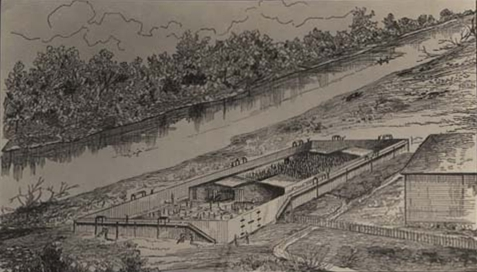
El Castillo Morgan, un campo de prisioneros confederados alado del río Alabama en Cahaba.